# Victor Chauffour
Pour les articles homonymes, voir Chauffour (homonymie).

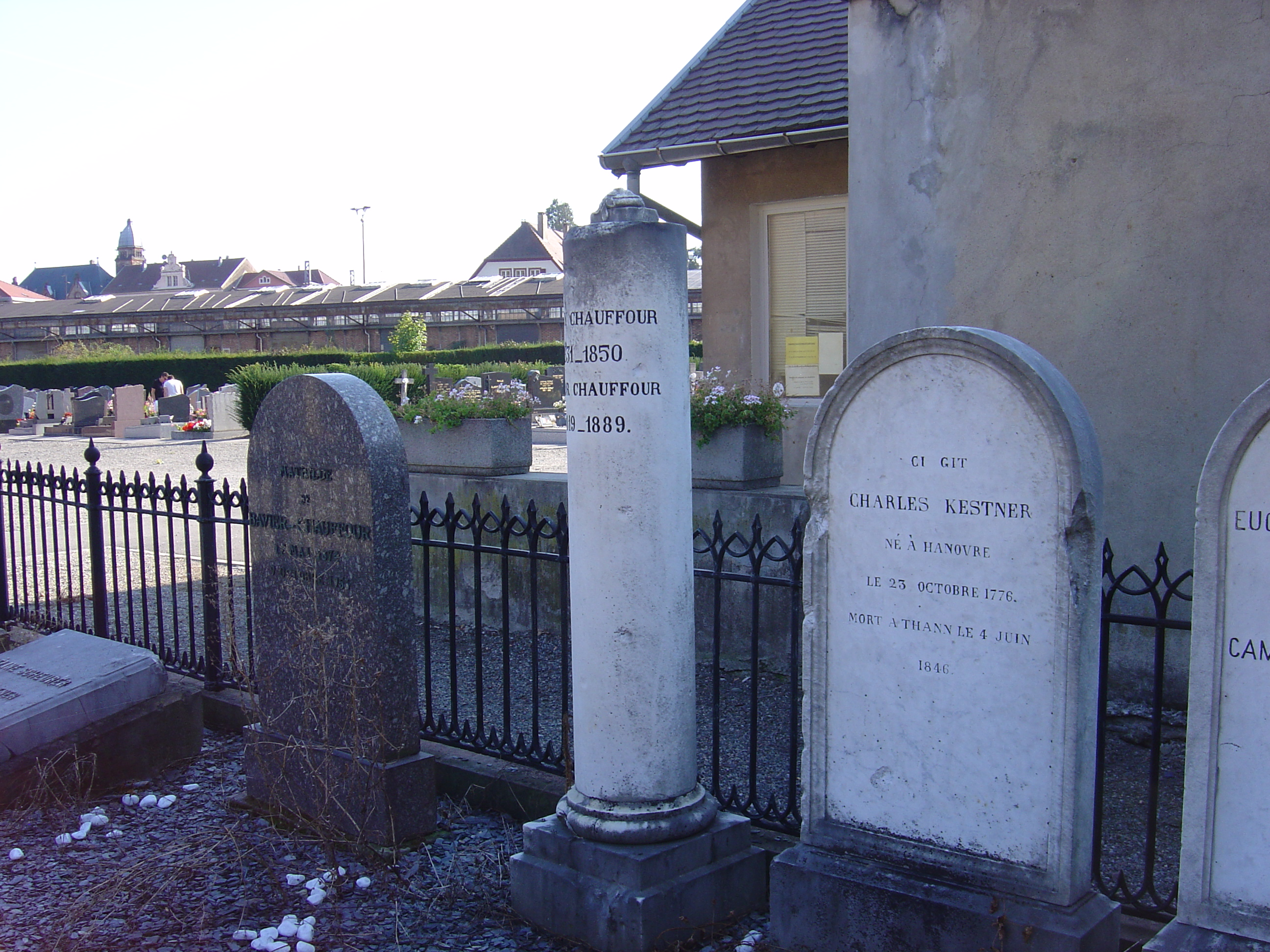
Monument funéraire de Victor Chauffour et de Fanny Kestner au cimetière de Thann.

Victor Marie Chauffour est un homme politique français, né à Colmar le 13 mars 1819, mort à Neuilly sur Seine le 23 juin 1889.

## Biographie
Fils d'un avocat distingué et légitimiste de Colmar et frère de Louis Chauffour et d'Ignace Chauffour, il devient, très jeune encore, professeur à la Faculté de droit de Strasbourg. Ses idées démocratiques lui valent d'être élu dans le Bas-Rhin membre de la Constituante le 23 avril 1848, alors que son frère Ignace (1808-1879), avocat, est nommé représentant du Haut-Rhin dans la même assemblée.
Il siège à l'extrême gauche sur les bancs de La Montagne, et est un des adversaires déclarés de la politique présidentielle. Il continue, à partir du 13 mai 1849 à l'Assemblée législative, de combattre par ses discours et par ses votes toutes les mesures proposées et adoptées par la majorité réactionnaire.
Forcé, après le coup d'État du 2 décembre 1851, de renoncer à la vie publique et à l'enseignement, Victor Chauffour se fait industriel et est appelé au Conseil d'État le 14 juillet 1879
On a de lui : 
- Études sur les réformateurs du XVIe siècle ;
- De la théorie et de la pratique dans la jurisprudence allemande, Revue de législation et de jurisprudence (Paris 1846) ;
- Ulrich de Eutten et Zwingle (Paris, 1853, 2 vol.).

Il est le gendre de Charles Kestner. Il est aussi l'oncle et témoin au mariage d'Eugénie Mathilde Risler qui épousa le député Jules Ferry le 24 octobre 1875

## Source
- Larousse : Grand Dictionnaire Universel du XIXe siècle
- « Victor Chauffour », dans Adolphe Robert et Gaston Cougny, Dictionnaire des parlementaires français, Edgar Bourloton, 1889-1891 [détail de l’édition]

### Biographie
- Jean-Marie Schmitt, « Marie Victor Chauffour », in Nouveau dictionnaire de biographie alsacienne, vol. 6, p. 501
- Marc Vuilleumier, « Chauffour, Victor » dans le Dictionnaire historique de la Suisse en ligne, version du 14 juillet 2005.